# Lili Neves
Lily Neves (Tondela, 18 de fevereiro de 1932) é uma actriz e bailarina portuguesa.

## Biografia
Nasceu em Tondela, distrito de Viseu, a 18 de fevereiro de 1932.
Apaixonada pelo ballet, conheceu Margarida de Abreu enquanto estudava no liceu. 
Frequentou depois o Conservatório Nacional, concluindo o curso de bailado e o curso de atores.
Estreia-se como atriz profissional em 1948.
Em 1951, participa na opereta As Três Valsas no Teatro Monumental, ao lado de Laura Alves e João Villaret.
Na década de 1950 trabalha sob a direção de Ribeirinho, em peças como Rei Lear (1955) e Noite de Reis (1957), de Shakespeare ou Pássaros de Asas Cortadas (1959), de Luiz Francisco Rebello.
Faz várias comédias e revistas, ao lado de Irene Isidro, António Silva, Anita Guerreiro, Aida Baptista, José Viana, Florbela Queiroz, Maria Dulce, Manuela Maria...
Em 1960 fez parte do elenco da primeira versão, representada em Portugal, da peça A Ratoeira de Agatha Christie, ao lado de João Villaret e Ruy de Carvalho.
Em 1965, integra o elenco do Teatro da Estufa Fria, dirigido por Augusto de Figueiredo.
Em 1967 participa na peça A Nossa Cidade de Thornton Wilder, no Teatro Estúdio de Lisboa, com encenação de Luzia Maria Martins.
Durante 6 anos (No final da década de 1960 e até início da década de 1970), é actriz na Companhia Teatral de Angola, sediada no Teatro Avenida de Luanda. Na Companhia Teatral de Angola participa em várias peças, como: O Santo e a Porca, A Luz do Gás, A Ratoeira ou Zé do Telhado.
Passa depois a trabalhar com os Parodiantes de Lisboa, onde colabora durante cerca de 25 anos.
Participa também em teatro radiofónico, como: Vamos ao Teatro - Pássaros de Asas Cortadas (1959), Tempo de Teatro - Dá-se Alvíssaras (1979), Tempo de Teatro - Penélope (1988), Tempo de Teatro - Enfim Sós (1989)...
Em 2024, participa na série Matilha (RTP).
Fez teatro, rádio, cinema e televisão.

## Televisão
- 1958 - O Tio Simplício
- 1958 - O Sapo e a Doninha
- 1959 - O Grande Industrial
- 1960 - Mariquita Terramoto
- 1961 - Fim de Semana
- 1961 - Zaragatas
- 1962 - Aqui Há Fantasmas
- 1962 - Enredo Galante
- 1962 - Kean
- 1962 - Sinos de Natal
- 1963 - Um Quarto com Vista Para o Mar
- 1963 - O Segredo da Abelha
- 1963 - Comédia das Verdades e das Mentiras
- 1965 - A TV Através dos Tempos
- 1965 - A Coelhinha Confeiteira[10]
- 1965 - Um Homem de Recursos
- 1966 - A Grande Aventura
- 1966 - O Príncipe Que Aprendeu Tudo nos Livros
- 1967 - Hora de Luz
- 1968 - A Família do João
- 1986 - A Quinta do Dois[11]
- 2024 - Matilha

## Cinema
- 1952 - Os Três da Vida Airada[12]
- 1954 - O Cerro dos Enforcados
- 1974 - Derrapagem

## Teatro
- 1948 - As Aventuras do Capitão Bonifrates - Teatro Nacional D. Maria II[13]
- 1949 - Um Chapéu de Palha de Itália - Teatro Apolo
- 1951 - As Três Valsas - Teatro Monumental[14]
- 1952 - O Homem Que Veio Para Jantar - Teatro Monumental[15]
- 1952 - A Fera Amansada - Teatro Monumental[16][17]
- 1952 - Lisboa Nova - Teatro Monumental
- 1953 - As Mulheres de Quem Se Fala - Teatro Monumental[18]
- 1953 - Não Vale a Pena Ser Mau - Teatro Monumental[19]
- 1953 - Viva o Luxo! -  Teatro Monumental[20]
- 1953 - Ela Não Gostava do Patrão - Teatro Monumental[21]
- 1954 - A Menina Feia - Teatro Monumental[22]
- 1954 - E a Lua Viu Tudo - Teatro Monumental[23][24]
- 1954 - Lua de Mel... Entre Três - Teatro Monumental[25]
- 1955 - Aventuras do Príncipe Valente e do seu Escudeiro Perlimpote - Teatro Monumental[26]
- 1955 - Ó Zé Aperta o Laço - Teatro Maria Vitória[27]
- 1955 - Cidade Maravilhosa - Coliseu dos Recreios[28]
- 1955 - Comédia das Verdades e das Mentiras - Companhia Teatro do Povo[29]
- 1955 - São João Baptista - Companhia Teatro do Povo[30]
- 1956 - Fonte Luminosa - Coliseu dos Recreios[31][32]
- 1956 - A Menina Feia - Teatro Monumental[33]
- 1957 - A Desconhecida - Teatro Avenida[34]
- 1957 - Noite de Reis - Teatro da Trindade[35][36]
- 1958 - Um Dia de Vida - Teatro da Trindade[37]
- 1958 - Um Serão nas Laranjeiras - Teatro da Trindade[38][39][40]
- 1959 - Um Homem Só - Teatro da Trindade[41]
- 1959 - Os Pássaros de Asas Cortadas - Teatro da Trindade[42]
- 1960 - A Ratoeira - Teatro Monumental[43][44]
- 1960 - Bobosse - Teatro Monumental[45][46]
- 1960 - Cucurucucu - Teatro Variedades[47]
- 1961 - Uma Bomba Chamada Etelvina - Teatro Variedades[48]
- 1962 - A Linha da Sorte - Teatro Variedades[49][50][51]
- 1962 - Aqui Há Fantasmas! - Teatro Variedades[52]
- 1963 - Ena, Tantas! - Teatro Variedades[53][54]
- 1963 - Golo do Porto - Teatro Sá da Bandeira
- 1964 - A Verdade é Só Uma - Teatro Variedades[55][56]
- 1965 - Cama, Mesa e Roupa Lavada - Teatro da Estufa Fria
- 1965 - As Meninas da Fonte da Bica - Teatro da Estufa Fria[57]
- 1966 - Zero, Zero, Zé! - Ordem P'ra Pagar - Teatro Variedades[58][59]
- 1967 - A Nossa Cidade - Teatro Estúdio de Lisboa[60][61]
- 1968 - Alguém Terá de Morrer - Teatro Avenida de Luanda (CTA - Companhia Teatral de Angola)
- Natal do Capuchinho - Teatro Avenida de Luanda (CTA - Companhia Teatral de Angola)
- Zé do Telhado - Teatro Avenida de Luanda (CTA - Companhia Teatral de Angola)
- A Ratoeira - Teatro Avenida de Luanda (CTA - Companhia Teatral de Angola)
- A Luz do Gás - Teatro Avenida de Luanda (CTA - Companhia Teatral de Angola)

- - Lista incompleta

## Rádio - Teatro Radiofónico
- 1955 - Luiz de Camões (folhetim)
- 1959 - Vamos ao Teatro - Pássaros de Asas Cortadas
- 1963 - Teatro dos Nossos Dias - Um Certo Senhor Blot
- 1964 - Teatro do Século XVIII - O Menor
- 1966 - Teatro Contemporâneo - Teatro Radiofónico Italiano
- 1967 - Mães e Filhas (folhetim)
- 1969 - Teatro das Comédias - O Fim na Última Página [62]
- 1976 - Muro Branco (folhetim)
- 1978 - As Desencantadas (folhetim)
- 1979 - Tempo de Teatro - A Sapateira Prodigiosa
- 1979 - Tempo de Teatro - Dá-se Alvíssaras
- 1981 - Tempo de Teatro - O Regresso da Guerra
- 1988 - Tempo de Teatro - Penélope
- 1989 - Tempo de Teatro - Enfim Sós
- lista incompleta